# Mónica Sánchez Robles
Mónica Sánchez Robles (Madrid 1964) es una artista y gestora cultural española, cuyos trabajos colaborativos los lleva a cabo mediante una dinámica participativa relacionada e insertada en la naturaleza como el proyecto Lugares de abandono en el año 2021 o A ras de tierra presentado en Madrid en la feria de arte contemporáneo JustMad en el año 2022.

## Trayectoria profesional
Se licenció en Bellas Artes en la Universidad Complutense de Madrid. Posteriormente estudió fotografía en la Escuela de Fotografía Técnica e Imagen (EFTI, Madrid).
Realizó diversos talleres de pintura, durante cuatro años en París en la Escuela Nicolas Pousssin y obtuvo un Postgrado en pintura y fotografía en la Parsons París School of Design.
Realiza una actividad docente en su estudio y colabora con distintas entidades realizando proyectos como el denominado “Simbiosis” dirigido a niños con autismo en la asociación  Argadini, o bien “Ponte en mi lugar”  realizado con la (ONCE) acrónimo de Organización Nacional de Ciegos Españoles. También  realiza seminarios de dibujo y fotografía para alumnos de Arquitectura de la Universidad Internacional de Rabat (Marruecos).
Ha vivido y trabajado durante más de 10 años en las ciudades europeas de París y Milán, una vez concluido este período fuera de su país, se trasladó a vivir a Madrid.
Toda su obra y su actividad docente es un canal de conexión entre arte y mundo interior mezclando creatividad y emociones. Uno de sus proyectos más significativos es el denominado El lenguaje de los árboles presentado en la galería de Madrid Max Estrella.
Jardines de color es otro proyecto realizado en la galería Freijo de Madrid en el año 2016. dentro del festival Off de Photoespaña. Según la propia autora explicaː 
“La interiorización de los sentimientos en un bosque es una experiencia única. Al salir de allí no paraba de pensar en flores, y pensé en un pequeño jardín. Así que elegí flores que me gustaban de distintos colores. Les metí el complementario, las desnudé, les quité el color, se quedaron como un cuerpo abstracto, las puse en negativo, intenté hablar de sinestesias a través de ellas, del paso del tiempo, de los ciclos vitales, de la energía de la vida y les puse sonido, para que entre todas crearan una sinfonía, aún siendo piezas independientes. Una instalación como un jardín cambiante. 
Ras de terra es su proyecto más relevante y significativo realizado en la comarca de La Vera en Cáceres. En este proyecto colaborativo, los participantes son invitados a generar experiencias  mediante la conexión que vincule naturaleza, cultura y sociedad con el fin de recuperar la belleza y la fragilidad de los secaderos de tabaco.  Algunos de estos secaderos de tabaco van a tener una nueva vida, van a abandonar el riesgo de desaparición y van a proporcionar dentro de un mundo cada vez más urbano, un proyecto destinado a reactivar el mundo rural, con propuestas que parten de lo local hacia lo global. Sánchez Robles ha creado en el  secadero de tabaco rehabilitado este proyecto eco cultural denominado Ras de terra en el que abarca residencia de artistas, talleres multidisciplinares y agricultura regenarativa.
En esta comarca extremeña existen más de cuatro mil secaderos de tabaco y pimentón de La Vera abandonados, sus estructuras olvidadas están repartidas por el territorio, tras la paulatina desaparición del cultivo para el que se construyeron.